# Mehisti Kadınefendi
Mehisti Kadınefendi (27. ledna 1892, Adapazarı – 1964, Londýn) byla třetí manželka Abdulmecida II., posledního Islámského chalífy. Byla matkou Hatice Hayriye Ayşe Dürrüşehvar Sultan.

## Život
Narodila se jako dcera Hacımafa Bey Akalsba a jeho ženy Safiye Hanım. Její rodina přišla do Istanbulu z Abcházie a usadili se v Adapazarı. Do provozu paláce byla dána ve velmi mladém věku a to spolu se svými sestrami Mihr-i Dil Hanım a Mihr-i Vefa Hanım a mladším bratrem Fevzi Beyem, kterého si hluboce zamiloval Abdulmecid II. Byla vysoká a měla světle hnědé vlasy a modré oči.
Během své služby v paláci si jí chalífa Abdulmecid II. všiml a 16. dubna 1912 se s ní v Paláci Çamlica oženil. Dva roky po svatbě mu porodila jeho jedinou dceru Hatice Hayriye Ayşe Dürrüşehvar Sultan. Roku 1924 odešla s dalšími členy rodiny do exilu.
Po smrti jejího manžela, se její dcera Dürrüşehvar vdala za prince Azama Jaha, nejstaršího syna a posledního dědice Nizam Hajdarábádu Asafa Jaha VII. Sestřenice Dürrüşehvar Sultan princezna Niloufer Farhat Begum Sahiba se vdala za prince Moazzama Jaha druhého syna Asafa Jaha VII. Její dcera se usadila v Indii a ona sama v Londýně. Po smrti manžela Dürrüşehvar Sultan odešla za matkou do Londýna.
Když žila v Londýně, utrpěla mrtvici a roku 1964 zemřela. Byla pohřbena na Hřbitově v Brookwoodu. Roku 2006 její dcera zemřela a byla pohřbena k ní.